# Cesare Marchetti
Pour les articles homonymes, voir Marchetti.
Cesare Marchetti, né à Lucques ((it) Lucca) en Italie, le 12 mai 1927 et mort le 16 avril 2023 à Pontassieve, est un physicien italien, connu pour ses travaux dans le domaine des technologies énergétiques et de l'analyse des systèmes avec l'application d'équations logistiques.

## Biographie
Marchetti étudie à Lucques jusqu'au lycée classique. En 1944, il rentre à l'École normale supérieure de Pise. Il suit des cours de physique, en sort diplômé et obtient en 1949 une bourse à l'Institut Niels Bohr de Copenhague.
Il devient chercheur dans l'énergie nucléaire et travaille sur les méthodes de production d'eau lourde entre 1950 et 1955 à Milan à l'Institut CISE (Centre d'études et d'expériences d'information d'Enel et Montecatini), .
De 1956 à 1958 à l'Institut Battelle à Genève, ses travaux traitent de la chimie appliquée aux systèmes mécaniques horlogers et en particulier les lubrifiants et la friction.
En 1958, il dirige la division Physico-Chimie de la société Agip Nucleare, dédiée aux applications aux systèmes de production nucléaire.
De 1959 à 1973, il est directeur de la division des matériaux aux centres de recherche d'Ispra et de Petten (Pays-Bas) qui font partie du Centre commun de recherche d'EURATOM (CCR). il passe deux ans au Canada en 1959 et 1960 en tant que représentant d'EURATOM pour les recherches sur l'optimisation des réacteurs nucléaires.
Entre-temps, dès 1950, il est consultant, et cela pendant vingt ans, auprès de General Electric à Schenectady et Fairfield (États-Unis) pour la prévision et la résolution de problèmes. La technologie des turbines à gaz, autrefois utilisée comme moteurs d'avion, pour produire de l'électricité est en développement chez GE. Dans la version perfectionnée par Marchetti, le rendement passe de 40 à 65 %.
À partir de 1974, Marchetti est analyste de systèmes à l'IIASA, l'Institut international d'analyse appliquée des systèmes, à Laxenburg, en Autriche. Au cours des 10 premières années, il se consacre principalement au domaine des énergies, qu'il étend ensuite au domaine de la recherche et de l'application de l'analyse des systèmes, à la description et à la prédiction dans les domaines très diversifiés de l'innovation technologique, l'évolution de l'économie et les systèmes sociaux, la dynamique des populations, les systèmes de transport, les processus historiques, les événements de guerre, les systèmes bancaires, ainsi que les cycles créatifs des musiciens, des peintres et des scientifiques, ainsi que l'évolution des limites du savoir et la dynamique des empires et des religions.
Ces analyses ont démontré la place fondamentale des équations logistiques dans la description et la prédiction.
Il est encore chercheur principal à l'IIAS, et partagea son temps entre Laxembourg et sa villa parmi les vignes et les oliviers dans les collines au nord de Florence.

## Honneurs
En 1974, Cesare Marchetti est nommé directeur honoraire de la Communauté européenne. Il reçoit, en 1979, un diplôme honoris causa en sciences de l'Université de Strathclyde, à Glasgow en Écosse.
Il est aussi membre honoraire du Registre des ingénieurs de Toscane, membre du conseil d'administration de l'Association internationale pour l'énergie hydrogène (International Association for Hydrogen Energy), co-rédacteur en chef de l'International Journal of Hydrogen Energy et du Journal of Forecasting.

## Recherches
Cesare Marchetti a publié plus de 200 articles sur l'analyse des systèmes, la physique nucléaire et l'industrie de l'énergie en général. Il a par ailleurs posé des scénarios prédictifs de l'application des technologies de l'hydrogène et des transports. Il a appliqué des analyses de système à différents sujets, dont voici les domaines de recherche les plus significatifs, par périodes.
Entre 1950 et 1955 (à la Cise de Milan et à Bariloche en Argentine), Marchetti cherche des procédés de production d'eau lourde (D2O) pour les réacteurs à uranium naturel, à l'époque le seul type de réacteur disponible hors des USA, à des fins civiles. Ce sont les premières années de la guerre froide marquées par la course à la recherche des meilleures méthodes d'obtention d'énergie à partir de l'énergie nucléaire. Il décrit de nouvelles méthodes thermochimiques pour la production d'eau lourde.
Entre 1956 et 1958, à l'Institut Battelle de Genève, il se voit confier la recherche de lubrifiants pour montres à durée illimitée dans le temps. La solution qu'il propose consiste en un lubrifiant gazeux, encore utilisé pour les montres mécaniques.
Agip Nucleare SPA est une société fondée en 1958 dont Marchetti, à l'âge de 31 ans, est le directeur d'une section du Centre de recherche avec 50 chercheurs dédiés au développement des technologies nécessaires à la conception de réacteurs nucléaires.
Poursuivant sa carrière en tant que directeur d'EURATOM et directeur d'un centre à Ispra avec 300 chercheurs, il persiste dans le domaine des technologies appliquées pour le développement de matériaux pour les centrales nucléaires et des procédés d'élimination des déchets. En 1973, Marchetti clôt cette période en proposant et en expérimentant un système innovant d'auto-fonçage des déchets radioactifs. Cette proposition ne sera pas acceptée par les gestionnaires de déchets des programmes européens et italiens de développement de l'énergie nucléaire.
Dès la création de l'IIASA en 1972, Cesare Marchetti occupe le poste d'analyste de systèmes dans le domaine de l'énergie pour étudier le remplacement de diverses sources à travers l'histoire : du bois au charbon de bois en passant par la houille, le pétrole, le gaz méthane et l'énergie nucléaire. L'éventail des recherches comprend les innovations et les schémas décrits par la logistique s'appliquant à l'évolution des différentes technologies. La séquence des innovations peut, en effet, être décrite (et prédite) à l'aide des équations de prédation de Lotka-Volterra.
La méthode permet de quantifier et de prédire l'évolution de l'utilisation d'une technologie à partir d'une base de données connue et peut être appliquée à tout type d'innovation, mettant au jour des rythmes dans l'évolution des systèmes respectant les cycles de Kondratiev où elle se révèle une pulsation régulière des marchés pour une période d'environ 50 ans.
À l'IIASA, cette sorte d'analyse logistique a été appliquée, avec succès, à environ 2 000 cas de nature très variée : de la construction des cathédrales gothiques en Europe et des mosquées, à l'œuvre musicale de Mozart ; de la longueur des voies ferrées en diverses parties du monde à l'étendue des empires. Cette technique possède la capacité de décrire et de prédire avec précision même à des siècles de distance.
Parmi sa grande production d'articles, interventions et essais en 1979, il publie un article au titre sibyllin de « 10 puissance 12 » ((en) Ten to the twelfth) dans lequel il réfute une thèse du Club de Rome qui plaçait comme limite à la croissance de l'humanité, la capacité de la planète à faire vivre, notamment au niveau alimentaire, 15 milliards de personnes. Cette limitation n'existerait plus avec la production d'aliments synthétiques, selon Cesare Marchetti, et la population humaine peut atteindre de très grands nombres (jusqu'à 10 × 1012 soit 1 000 milliards) contenue dans des limites autres que la nutrition. Celle-ci devrait être basée sur le cycle de l'hydrogène et des bactéries qui transforment une base énergétique en aliment comme c'est le cas depuis des milliers d'années pour le pain, le vin et le fromage.

## L'œuvre de Léonard de Vinci
À partir du milieu des années 90, Marchetti se lance dans des recherches approfondies sur Léonard de Vinci. En utilisant les formules déjà largement éprouvées sur de nombreux sujets, il en est résulté qu'il y avait de nombreuses lacunes sur les courbes logistiques dans les ouvrages connus. De toute évidence, la production déjà vaste de de Vinci devait l'être probablement encore plus. Pour combler les lacunes, Marchetti commence à étudier en détail, à l'aide de la macrophotographie et des agrandissements, les œuvres attribuées à de Vinci afin de mettre en lumière des détails caractéristiques. Avec une vision de plus ou moins 25 dixièmes et un besoin de seulement deux heures de sommeil par nuit, Léonard de Vinci a dessiné des miniatures, remplissant les moindres détails avec des figures relatives à ses problèmes et aussi avec la signature « LdV ». Les initiales et les micro-dessins fournissent une base de recherche facilitant l'attribution de peintures ou de parties de peintures de cette période donnée. La courbe est recomposée et les lacunes sont comblées en fonction des attentes suggérées par les logisticiens.
L'exploration de l'œuvre du génie a permis une analyse inédite et surprenante de la personnalité du grand artiste, qui était accablé par de graves problèmes liés à une enfance difficile. Le point de vue innovant proposé, bien que étayé par d'innombrables faits et photos à l'appui, a toutefois été accueilli avec suspicion par l'académie, a provoqué un scandale et demeure essentiellement ignorée. Selon Marchetti, cette réaction est normale, étant donné que le système pour assimiler de nouvelles vérités profondes prend environ cinquante ans, le fameux cycle de Kondratiev.